# 1985 год в компьютерных играх

## Выпуски игр
- 13 сентября Nintendo выпустила Super Mario Bros., которая стала бестселлером, была продана общим количеством свыше 40 миллионов копий и внесена в Книгу рекордов Гиннесса, где оставалась до 2008 года самой продаваемой игрой за всю историю[1].
- 18 октября Nintendo выпускает Duck Hunt.
- 15 декабря[2] была создана первая коммерческая онлайн-игра в жанре MUD — Island of Kesmai[англ.], к которой могло подключиться одновременно до 100 игроков[3].
- Brøderbund выпускает Where in the World is Carmen Sandiego?, первую игру в серии Carmen Sandiego.
- Capcom выпустила Ghosts 'n Goblins, аркадный платформер, давший начало серии игр и портированный на множество игровых платформ.
- Nintendo выпустила игру 10-Yard Fight для NES — первый из симуляторов американского футбола.
- Namco выпускает Dig Dug II, Metro-Cross, Baraduke, Motos, Battle City и Sky Kid.
- Atari Games выпускает Gauntlet.
- Adventure Construction Set и Racing Destruction Set выпущены компанией Electronic Arts.
- Elite Systems UK выпускает платформер Roller Coaster.

## Технологии
- Atari выпускает компьютер 520ST.
- Commodore выпустила персональный компьютер Amiga.

## Индустрия
- Образованы компании: Titus Interactive, Code Masters, Westwood Studios, Inc., Square Co., Ltd., Bethesda Softworks Inc., SETA Corporation.